# Evaristo Nugkuag Ikanan
Evaristo Nugkuag Ikanan (1950 -) és un activista indígena i ecologista peruà, pertanyent a l'ètnia aguaruna. Va organitzar l'AIDESEP (Associació interètnica de desenvolupament de la selva peruana) i la COICA (Coordinadora de les Organitzacions Indígenes de la Conca Amazònica).
En 1991 va rebre el Premi Mediambiental Goldman com a reconeixement a la seva labor per a organitzar als diferents pobles indígenes de la Amazònia en aliances a nivell local, nacional i internacional per a defensar els seus drets comuns.